# لاک‌پشت مرغی
لاک‌پشت مرغی (نام علمی: Deirochelys reticularia) نام یک گونه از زیرراسته نهان‌گردن است. این گونه در فروشگاه‌ها به عنوان یک حیوان خانگی فروخته می‌شود. اندازه بدنش ۱۰/۲–۲۵/۴سانتی‌متر است؛ و یک لاک‌پشت با اندازه متوسط به شمار می‌آید.